# Listă de companii din România
Aceasta este o listă de companii notabile din România.

## A
- A&D Pharma
- AC HELCOR
- Altex
- Allview
- Alro Slatina
- Antibiotice
- Arctic
- Ardaf
- Armătura
- ARO
- Astral
- Automobile Craiova
- Azur Timișoara

## B
- Banca Transilvania
- Banatim
- Bega Tehnomet
- BILKA Steel
- Biofarm
- Brinel

## C
- Carpatair
- Certinvest
- CFR
- Chimcomplex
- Comtim

## D
- Dacia
- Dedeman
- Demark Construct
- DIGI
- Dorna
- Dunca Expediții

## E
- EuroGSM
- ELBA
- ETA2U
- Emag

## F
- Fan Courier
- Farmec
- Fabrica de bere Timișoreana
- Flamingo (companie)

## G
- GoodMills
- Guban
- GreenForest

## H
- Hidroelectrica

## I
- Intend
- IRUM
- Izometal Confort

## J
- Jolidon

## K
- Kandia-Excelent

## L
- La Fântâna
- La Fourmi
- Lasting
- Lipoplast

## M
- Media Galaxy
- Mobexpert
- Moda Tim
- Mondex

## N
- Napolact
- Neptun Câmpina
- Nivea Brașov
- Nuclearelectrica

## O
- Orange România
- Omniasig

## P
- Petrom
- Pan Group
- Pasmatex

## R
- RAMIRA Baia Mare
- Roman S.A. (Autocamioane Brașov)
- Romaqua Group
- Rompetrol Rafinare
- Rus Savitar
- Romgaz
- Romsoft
- Romstal

## S
- Sanex
- Sensiblu
- Spumotim
- SIF1- Banat-Crișana
- SIF2- Moldova
- SIF3- Transilvania
- SIF4- Muntenia
- SIF5- Oltenia

## T
- Tehnoton
- Tehnostrade
- Terapia
- Teraplast
- Transgaz
- Tricotaje Someșul

## Ț
- Țiriac Holdings

## U
- Ursus
- Uzina Tractorul Brașov
- Uzinele Mecanice Timișoara
- Uzinele Textile Timișoara

## V
- Vodafone România